# Engholm
Engholm Gods er dannet i 1850 ved køb af den lille gård Nyborg, hvis areal senere blev forøget ved tilkøb. Gården ligger i Aalborg Kommune og hører til Vodskov Sogn, der i 1985 blev udskilt fra Hammer Sogn.
Hovedbygningen er opført i 1916. Engholm er på 186 hektar. I 1901 beskrives gården således: "Gaarden Engholm har 14½ Td. Hrtk., 370 Td. Ld. (i Hammer, Hvorup og N.-Sundby S.), hvoraf 20 Eng, Resten Ager (1 Hus med 3 Td. Ld. og et Hus med en Tørveparcel paa 12 Td. Ld.)."

## Ejere af Engholm
- (1850-1892) Jens Jensen
- (1892-1930) Jens Peter Jensen
- (1930-1946) Anne Johanne Marie Glenstrup gift Jensen
- (1946-1997) J. B. Jensen
- (1997-2007) Peter Holst Jensen / Ulrik Holst Jensen
- (2007-) Peter Holst Jensen

## Engholm Strand trinbræt
Sæbybanen – jernbanestrækningen Nørresundby-Sæby-Frederikshavn (1899-1968) – passerede 200 m sydøst for gården og 400 m nord for Limfjorden. Her åbnede banen i 1931 trinbrættet Engholm Strand, mest fordi der i 1920'erne var oprettet et traktørsted ved stranden.  Her blev der arrangeret dans hver onsdag aften med tremands orkester, og der blev bygget en fortøjningsbro, så der kunne sejles dertil fra Aalborg.
I begyndelsen af 1930'erne stoppede danseaftenerne, og i slutningen af årtiet blev traktørstedet nedlagt. Herefter blev trinbrættet kun benyttet af folk fra gården og de få huse i nærheden, og det blev nedlagt i 1949.